# Podgórowy Potok
Podgórowy Potok – potok, dopływ Łapszanki. Jego zlewnia znajduje się na północnych stokach Magury Spiskiej w obrębie wsi Łapsze Wyżne w województwie małopolskim, w powiecie nowotarskim, w gminie Łapsze Niżne.
Potok wypływa na wysokości około 980 m na północno-wschodnich stokach Pawlikowego Wierchu. Spływa w kierunku północno-wschodnim, niżej skręcając bardziej na wschód. Przepływa pod drogą z Łapsza Wyżnego do Trybsza i zaraz za drogą na wysokości 720 m uchodzi do Łapszanki jako jej lewy dopływ. Ma jeden, orograficznie lewy dopływ. Podgórowy Potok płynie częściowo przez las, częściowo przez łąki.